# Dichromochlamys
Dichromochlamys é um género botânico pertencente à família Asteraceae.